# Mercedes-Benz OM640
La sigla OM640 identifica un motore Diesel prodotto dal 2004 al 2012 dalla Casa tedesca Mercedes-Benz.

## Profilo e caratteristiche

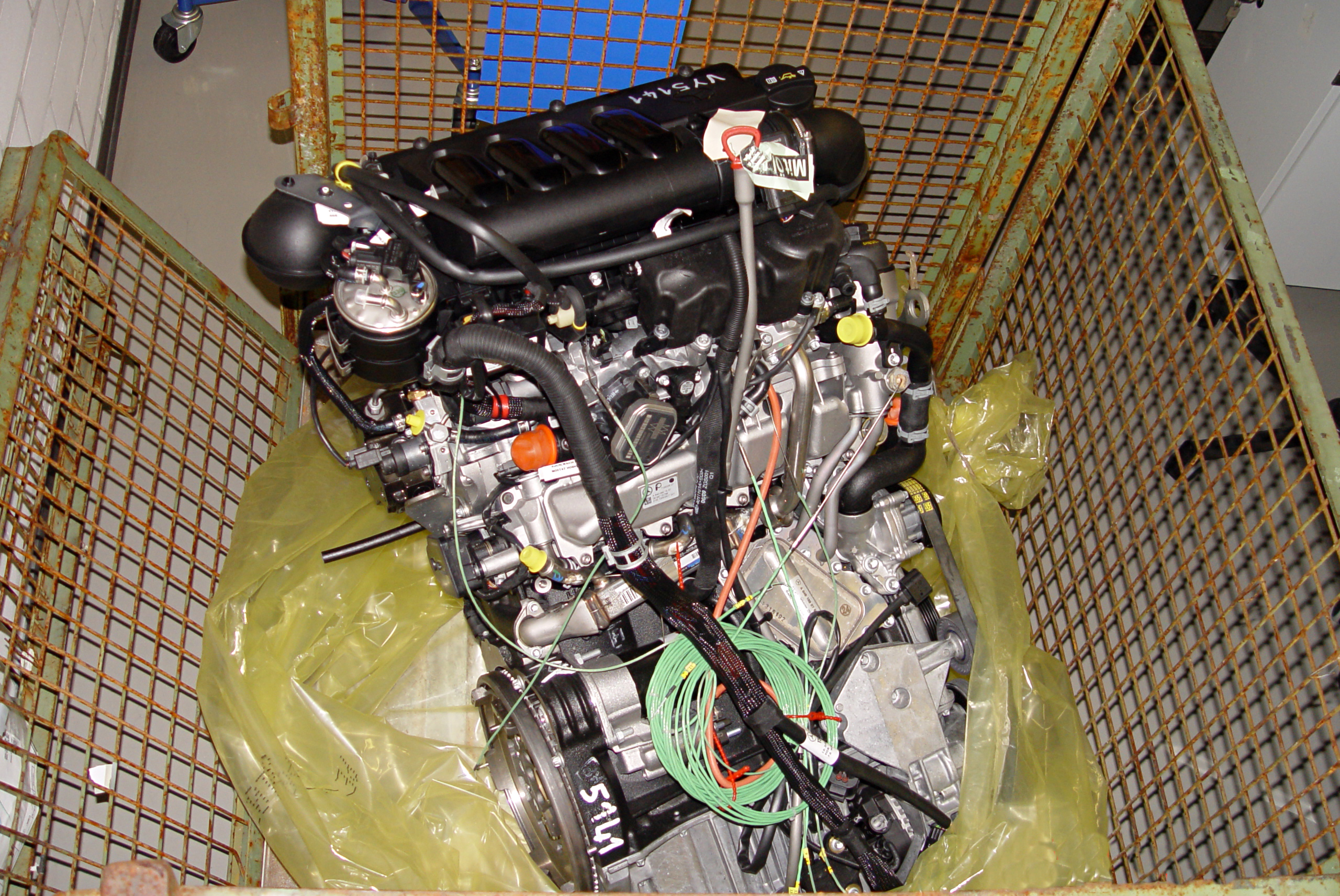
OM640

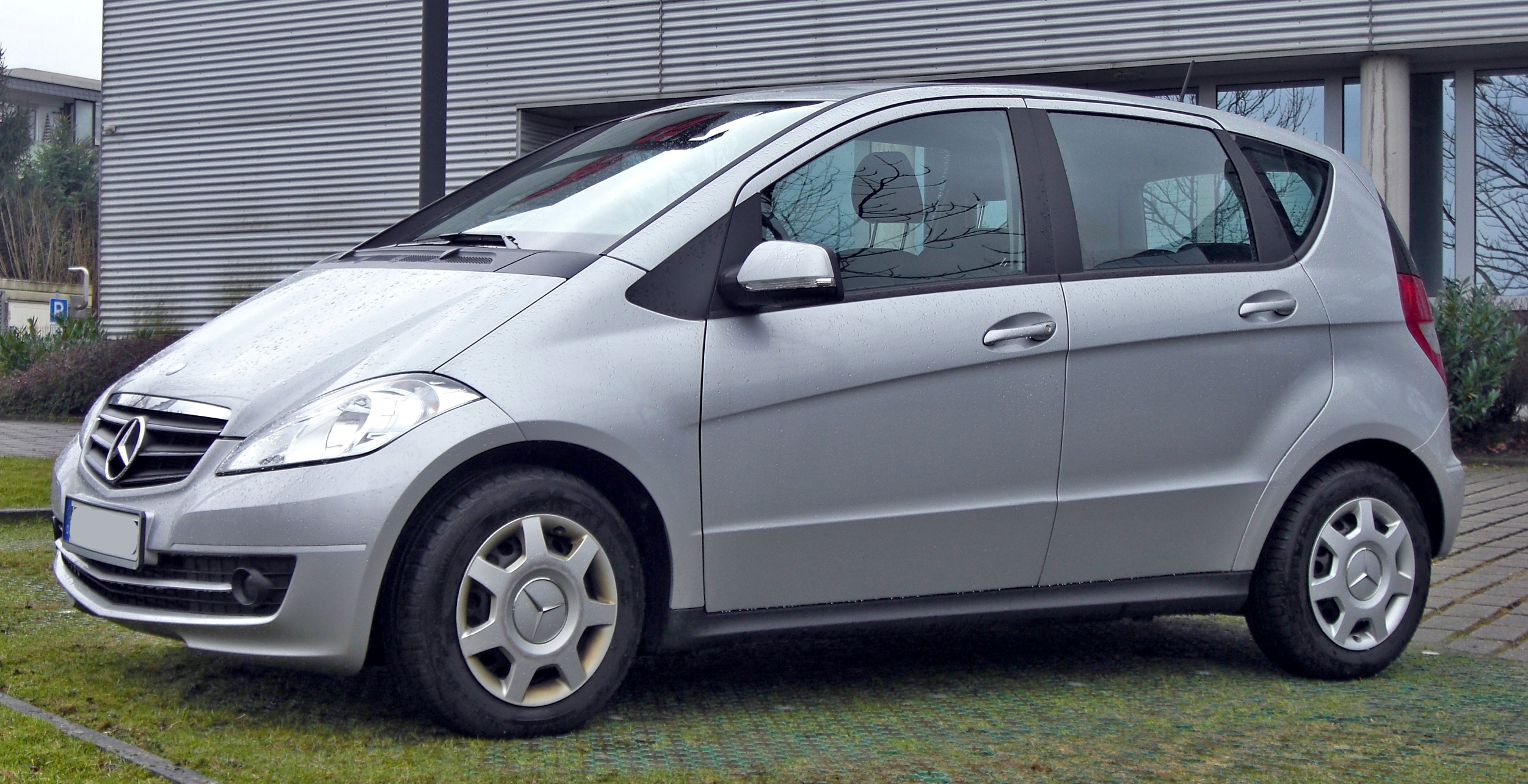
La A180 CDI è un esempio di applicazione di un motore OM640

Si tratta di un motore diesel destinato principalmente ad essere montato sulla "piccola" della gamma, vale a dire la Classe A, arrivata a quel punto alla sua seconda serie, siglata W169. È quindi un motore adattato ad essere impiegato in un pianale a sandwich come quello della piccola monovolume tedesca, esattamente come il suo diretto antenato, il motore OM668. Di quest'ultimo, del resto riprende anche molte altre caratteristiche, tra cui l'essere realizzato in lega di alluminio, l'architettura a 4 cilindri in linea, la distribuzione bialbero a quattro valvole per cilindro, ed ovviamente l'alimentazione di tipo common rail.

Sensibilmente cresciuta rispetto al motore precedente è la cilindrata, passata dai precedenti 1.6 litri a 2 litri per il nuovo motore.

In generale, le caratteristiche del motore OM640 sono le seguenti:
- architettura a 4 cilindri in linea;
- monoblocco e testata in lega di alluminio;
- monoblocco di tipo sottoquadro;
- alesaggio e corsa: 83x92 mm;
- cilindrata: 1991 cm³;
- distribuzione a doppio asse a camme in testa (comando a doppia catena);
- testata a 4 valvole per cilindro;
- rapporto di compressione: 18:1;
- alimentazione ad iniezione diretta di tipo common rail;
- sovralimentazione mediante turbocompressore;
- albero a gomiti su 5 supporti di banco.

Durante la sua carriera, il motore OM640 è stato proposto in tre varianti e dopo aver debuttato sulla Classe A, è stato montato anche in alcune versioni della Classe B. 

Dal motore OM640 è stata derivata un'unità a tre cilindri, siglata OM639 ed utilizzata anche dalla giapponese Mitsubishi (con cui la Mercedes-Benz è in collaborazione per lo sviluppo di altri motori) per la sua piccola Colt.

Il futuro di questo motore è ancora incerto, poiché si vocifera che verrà sostituito da una nuova unità caratterizzata dal non essere più predisposta per un pianale a sandwich, dal momento che vi sono voci secondo le quali i nuovi modelli Mercedes-Benz di base non adotteranno più tale pianale per contenere i costi.

Di seguito vengono mostrate le caratteristiche tecniche delle tre varianti del motore OM640:
| Sigla interna | potenza max (CV/rpm) | Coppia max (Nm/rpm) | Applicazioni                | Anni di produzione |
| ------------- | -------------------- | ------------------- | --------------------------- | ------------------ |
| 640.940       | 109/4200             | 250/ 1600-2600      | Mercedes-Benz A180 CDI W169 | 2004-12            |
| 640.940       | 109/4200             | 250/ 1600-2600      | Mercedes-Benz B180 CDI W245 | 2005-11            |
| 640.941       | 140/4200             | 300/ 1600-3000      | Mercedes-Benz A200 CDI W169 | 2004-12            |
| 640.941       | 140/4200             | 300/ 1600-3000      | Mercedes-Benz B200 CDI W245 | 2005-11            |
| 640.942       | 82/4200              | 180/ 1400-2600      | Mercedes-Benz A160 CDI W169 | 2004-12            |